# Ферреоль, Андреа
Андреа Ферреоль (фр. Andréa Ferréol; род. 6 января 1947[…], Экс-ан-Прованс) — французская актриса театра и кино.

## Биография
Обучалась в школе искусств в родном Экс-ан-Провансе, после переехала в Париж с намерением стать актрисой. В столице училась актёрскому искусству у Жан-Лорана Коше. В 1967 году дебютировала на театральной сцене в постановке «Разрыва» Андре Руссена. Её дебют на большом экране состоялся в 1971 году в фильме Жоржа Лотнера «Пусть звучит этот вальс», где Ферреоль исполнила эпизодическую роль. В первые годы в Париже начинающая актриса испытывала финансовые трудности, часто недоедала.
После нескольких малозаметных ролей Ферреоль получила известность благодаря роли в фильме Марко Феррери «Большая жратва», для которой ей пришлось набрать 25 килограмм. Фильм вышел скандальным, изобиловал гротескными сценами обжорства и секса. После выхода картины актрису открыто оскорбляли недовольные фильмом зрители, ей отказывали в обслуживании в некоторых ресторанах. Тем не менее фильм открыл для Ферреоль дорогу в картины именитых режиссёров. Она снималась у Фассбиндера в «Отчаянии» (1978), Трюффо в «Последнем метро» (1980), Сколы в «Новом мире» (1982) и Гринуэя в «Зет и два нуля» (1985).
В 2016 году Ферреоль выпустила автобиографию «La passion dans les yeux» («Страсть в глазах»), в которой среди прочего рассказала о своём романе с актёром Омаром Шарифом.

## Награды
Профессиональные премии
- Номинация на премию «Сезар» за лучшую женскую роль второго плана в фильме «Галеты из Понт-Авена» (1976)
- Номинация на премию «Сезар» за лучшую женскую роль второго плана в фильме «Последнее метро» (1980)
- Номинация на премию «Давид ди Донателло» за лучшую женскую роль второго плана в фильме «Я без ума от Айрис» (1997)

Государственные награды
- Орден Почётного легиона: кавалер (31 декабря 2002 года)[5], офицер (12 июля 2013 года)[6]
- Орден «За заслуги»: кавалер (15 ноября 1999 года)[7], офицер (15 мая 2009 года)[8]
- Орден Искусств и литературы: офицер (1989), командор (12 марта 2019 года)[9]

## Фильмография
| Год  |   | Русское название                 | Оригинальное название                 | Роль                                     |
| ---- | - | -------------------------------- | ------------------------------------- | ---------------------------------------- |
| 1971 | ф | Пусть звучит этот вальс          | Laisse aller… c’est une valse         | эпизод (в титрах не упоминается)         |
| 1972 | ф | Клан марсельцев                  | La Scoumoune                          | проститутка                              |
| 1973 | ф | День Шакала                      | Chacal                                | служащая отеля (в титрах не упоминается) |
| 1973 | ф | Большая жратва                   | La Grande Bouffe                      | Андреа                                   |
| 1975 | ф | Неисправимый                     | L' Incorrigible                       | Татьяна Негулеско                        |
| 1975 | ф | Галеты из Понт-Авена             | Les Galettes de Pont-Aven             | мадам Ликуаз                             |
| 1978 | ф | Отчаяние                         | Despair                               | Лидия                                    |
| 1979 | ф | Жестяной барабан                 | Die Blechtrommel                      | Лина Грефф                               |
| 1980 | ф | Дирижёр                          | Dyrygent                              |                                          |
| 1980 | ф | Последнее метро                  | Le Dernier Métro                      | Арлетт Гильом                            |
| 1981 | ф | Три брата                        | Tre fratelli                          | жена Рафаэлле                            |
| 1982 | ф | Новый мир                        | Il Mondo Nuovo                        | Аделаида Ганьон                          |
| 1982 | ф | Девушка из Триеста               | La Ragazza Di Trieste                 | Стефанутти                               |
| 1983 | ф | Цена риска                       | Le Prix du danger                     | Элизабет Ворм                            |
| 1983 | ф | Неукротимый                      | Le Battant                            | Сильвиана Шабри                          |
| 1984 | ф | Близнец                          | Le Jumeau                             | Эви                                      |
| 1985 | ф | Зет и два нуля                   | Z00                                   | Альба Бьюик                              |
| 1989 | ф | Франциск                         | Francesco                             | мать Франциска                           |
| 1990 | ф | Крылья славы                     | Wings of Fame                         | Тереза                                   |
| 1995 | ф | Сто и одна ночь Симона Синема    | Les Cent et une nuits de Simon Cinema | эпизод                                   |
| 1996 | ф | Я без ума от Айрис               | Sono pazzo di Iris Blond              | Маргарита                                |
| 1999 | ф | Астерикс и Обеликс против Цезаря | Astérix & Obélix contre César         | Боньминь (озвучивание)                   |
| 2016 | ф | Сент-Амур: Удовольствия любви    | Saint-Amour                           | эпизод                                   |
| 2017 | ф | Афера доктора Нока               | Knock                                 | мадам Реми                               |
| 2017 | ф | Обмен принцессами                | L'Échange des princesses              | принцесса палатина                       |
| 2019 | ф | Красавчик со стажем              | Just a Gigolo                         | София                                    |